# فرودگاه ایروکوا فالز
فرودگاه ایروکوا فالز (به انگلیسی: Iroquois Falls Airport) یک فرودگاه همگانی است که یک باند فرود چمن دارد و طول باند آن ۷۷۹ متر است. این فرودگاه در کشور کانادا قرار دارد و در ارتفاع ۳۰۷ متری از سطح دریا واقع شده‌است.